# Opuntia valida
Opuntia valida är en kaktusväxtart som beskrevs av David Griffiths. Opuntia valida ingår i släktet fikonkaktusar, och familjen kaktusväxter. Inga underarter finns listade i Catalogue of Life.